# Хабіб Мохамед
Хабіб Мохамед (англ. Habib Mohamed, нар. 10 грудня 1983, Тамале) — ганський футболіст, що грав на позиції захисника. У складі національної збірної Гани був учасником чемпіонату світу 2006 року.

## Клубна кар'єра
У дорослому футболі дебютував 2004 року виступами за команду клубу «Кінг Файсал Бейбс», внісши свій внесок в успішний виступ команди в Кубку Конфедерації КАФ 2005, де його клуб став третім. Також Хабіб був визнаний найкращим гравцем чвертьфіналів того розіграшу. У 2006 році Мохамед був на переглядах в Німеччині та Ізраїлі.
Після закінчення чемпіонату світу 2006 року Хабіб Мохамед перейшов на правах оренди з можливістю викупу у норвезький клуб «Молде». Але ганець не зіграв жодного матчу в рамках Тіппеліги і по закінченні сезону 2006 повернувся в «Кінг Фейсал Бейбес».
25 червня 2007 року підписав дворічну угоду з турецьким «Анкарагюджю» після проходження медичного обстеження. Після шести місяців в Туреччині захисник повернувся в Гану, ставши гравцем клубу «Асанте Котоко» з Кумасі. Згодом він змінив ще ряд ганських клубів, а також виступав за єгипетську «Смуху» і іракську «Ат-Талабу», в якій і завершив професійну кар'єру футболіста у 2014 році.

## Виступи за збірну
29 травня 2006 року дебютував в офіційних іграх у складі національної збірної Гани, вийшовши в основному складі в товариському матчі проти збірної Ямайки. Наступного місяця у складі збірної був учасником чемпіонату світу 2006 року у Німеччині. На турнірі він провів два з чотирьох матчів своєї команди: з Чехією (2:0) та США (2:1).
Всього протягом кар'єри у національній команді, яка тривала 2 роки, провів у формі головної команди країни 8 матчів.